# Pirineus-Cerdanya
L'agrupació AECT Pirineus-Cerdanya és un organisme de cooperació transfronterera creat el 22 de setembre del 2011 per la Communauté de Communes Pyrénées-Cerdagne (que agrupa els municipis cerdans del costat nord de la frontera) i el Consell Comarcal de la Cerdanya (que agrupa els del costat sud, tan els que pertanyen a la província de Girona com a la de Lleida). Té la seu al municipi de Sallagosa, a la Cerdanya Nord.
El seu objectiu és fomentar la cooperació transfronterera en els àmbits turístic, de defensa i valoració del patrimoni arquitectònic cerdà, de la defensa i valoració del patrimoni natural, de la realització d'infraestructures i d'activitats econòmiques d'interès transfronterer, de defensa del patrimoni natural comú i realització d'accions mediambientals, així com de la realització d'estudis prospectius per a la determinació de nous àmbits d'interès comú. En definitiva, busca dotar el desenvolupament de la Cerdanya amb una certa visió de conjunt per tal de superar l'esquarterament administratiu de la vall, que es troba dividida en dos estats diferents i, del costat sud, a més, en dues demarcacions provincials diferents.
El seu àmbit territorial d'actuació és, lògicament, el perímetre de les dues entitats membres que, sumades, abarquen tota la Cerdanya. A més, els territoris, municipis i organismes dels territoris veïns (limítrofs o propers) poden participar en projectes concrets.

## Règim jurídic i funcionament
La forma jurídica que va adoptar aquest organisme és la d'”agrupació europea de cooperació territorial” (AECT, en francès GECT Groupement européende coopération territoriale), que és una fórmula prevista per la normativa de la Unió Europea.
Aquesta AECT es va constituir el 16 d'agost del 2011, amb la signatura a Sallagosa del Conveni constitutiu de l'AECT Pirineus-Cerdanya (Convention de constitution du GECT Pirineus-Cerdanya), signatura que va anar a càrrec dels respectius presidents de les dues entitats fundadores.
Segons aquest Conveni, les llengües de treball ordinàries de l'organisme són, al mateix nivell l'una que l'altra: el francès, el català i el castellà.
La legislació aplicable per a la interpretació i l'aplicació d'aquest Conveni és la legislació francesa. Tot i que abans de recórrer als tribunals, cal que un Comitè de Conciliació paritari intenti arribar a una solució de consens.